# Mieczysław Popiel (architekt)
Mieczysław Popiel (ur. 28 października 1889, zm. 1945 w KL Dachau) – polski architekt i nauczyciel akademicki.

## Życiorys
Studiował architekturę w Instytucie Inżynierów Cywilnych w Petersburgu. Udzielał się w studenckim kole architektów. Dyplom otrzymał w 1917. Poszerzając wykształcenie, uzyskał stopień doktora nauk technicznych.
Po powrocie do Polski był m.in. wykładowcą w Szkole Inżynierskiej im. Hipolita Wawelberga i Stanisława Rotwanda oraz na Politechnice Warszawskiej. W 1927 razem z dwoma architektami – Władysławem Jastrzębskim i Aleksandrem Kapuścińskim – zorganizował Żeńskie Kursy Architektoniczne. Początkowo była to prywatna szkoła dwuletnia, która w 1931 została przekształcona w trzyletnią Żeńską Szkołę Architektury.
Publikował artykuły w piśmie „Architektura i Budownictwo”. Należał także do Stowarzyszenia Architektów Rzeczypospolitej Polskiej (SARP).
Podczas okupacji niemieckiej Polski został aresztowany i deportowany do obozu koncentracyjnego. Zginął w 1945 w niemieckim KL Dachau.

### Małżeństwo i dzieci
Ok. 1910 poślubił Janinę z d. Chlebowską. Miał z nią syna – Jerzego. 

## Konkursy
- Projekt dworku (1915) – III nagroda[5]
- Projekt kościoła (1915) – II nagroda[5]